# Dobrovich Ágoston
Dobrovich Ágoston Ferenc (Balony, 1897. október 31. - Pannonhalma, 1945. augusztus 23.) bencés tanár, igazgató.

## Élete
Latin-történelem szakos tanár, bölcsészdoktor. 1921-ben szentelték fel.
Tanított Kőszegen, 1922-ben Pannonhalmáról Esztergomba helyezték át, majd pedig 1923-ban Budapestre, ahol egyben a tanári könyvtár őre is volt. Itt a Szent Kelemen cselédkongregáció prézese, a Szent Zitakör lelki igazgatója, a Foederatio Emericana Arrabona corp. lelkésze is volt egyben. A pápai bencés gimnázium igazgatója volt 1933-39 között. 1939-ben Bíró Lucián pápai igazgató lett, így ő lett a komáromi bencés gimnázium igazgatója. Itt házfőnök, a Főgimnáziumi Segítő Egyesület igazgatója, a Diákmenza-kuratórium elnöke, Komárom város népművelési bizottságának a VKM-től kinevezett tagja, a X. cserkészkerület társelnöke, a Király József pécsi püspök iskolai ösztöndíj-alapítvány igazgatója, a Klapka György sportkör tiszteletbeli elnöke, a Palkovich Diákotthon kuratóriumának elnöke volt. Ezen felül érettségi kormányképviselő volt a keszthelyi premontrei gimnáziumban. 1941 októbere és 1942 februárja között betegszabadságon volt.
A pápai Jókai Kör alelnöke, majd elnöke.

## Elismerései
- 1932-től Dobrovich Ágoston-alap Budapesten[4]

## Művei
- 1928 Bűnbánat. Katolikus Szemle 42/9.
- 1928 Világtörténet a gimnáziumok 5. osztálya számára. Budapest. (tsz. Szabó Dezső)

Cikkei jelentek meg a Katolikus Szemlében, a Pannonhalmi Szemlében, a Pápa és Vidékében, a Magyar Kultúrában és a Mária Kongregációban.